# Amores y amoríos
Amores y amoríos es una obra de teatro en cuatro actos de los Hermanos Álvarez Quintero, estrenada en 1908.

## Argumento
Juan María es un seductor irrefrenable al que le encanta conquistar preciosas mujeres, pero que teme frenéticamente el compromiso, especialmente con Isabel, hija de Don Alejandro, amigo de Don Leoncio, padre a su vez de Juan María.

## Personajes
- Juan María
- Isabel
- Don Alejandro
- Don Leoncio
- Dolores
- Jorge
- Julia
- Nieves
- Matilde
- Irene
- Cecilia
- Mercedes
- Moyita
- Rafael
- Ciutti

## Representaciones destacadas
- Teatro Avenida (Buenos Aires), 30 de octubre de 1908. Estreno
  - Intérpretes: María Guerrero (Isabel), Fernando Díaz de Mendoza (Juan María).

- Teatro de la Princesa (Madrid), 11 de febrero de 1910.
  - Intérpretes: María Guerrero (Isabel), Fernando Díaz de Mendoza (Juan María), Alfredo Cirera (Don Alejandro), Manuel Díaz (Don Lauro), María Cancio (Dolores), Mariano Díaz de Mendoza, Catalina Bárcena, López Alonso.

- Teatro Infanta Isabel, Madrid, 1913.
  - Intérpretes: Ricardo Puga, Celia Ortiz, Conchita Torres, Mercedes San Juan.

- Teatro Lara, Madrid, 1926
  - Intérpretes: Lola Membrives.

- Teatro Infanta Beatriz, Madrid, 1929
  - Intérpretes: Irene López Heredia.

- Teatro Benavente, Madrid, 1933
  - Intérpretes: Antonio Vico.

- Teatro Calderón, Madrid, 1943
  - Intérpretes: María Fernanda Ladrón de Guevara.

- Teatro de la Zarzuela, Madrid, 1945
  - Intérpretes: Antonio Vico, Carmen Carbonell, Manuel González.